# Labuhan (Pesisir Utara)
Labuhan is een bestuurslaag in het regentschap Lampung Barat van de provincie Lampung, Indonesië. Labuhan telt 351 inwoners (volkstelling 2010).